# Krůta domácí
Krůta domácí (Meleagris gallopavo domesticus) je po pštrosech největší domestikovaný pták a zároveň jedno z mála zvířat domestikovaných na americkém kontinentě (spolu s lamou, alpakou a morčetem). Krůta domácí je potomkem krocana divokého a chová se především pro maso. Používá se také peří, trus, zřídkakdy vejce. Na světě je v současnosti chováno přibližně 124 miliónů domácích krůt, nejvíce v USA..
Krůta domácí je chována zvláště pro maso, které má vysoký podíl bílkovin ve svalovině a naopak méně tuku.

## Etymologie
Česká slova krocan a krůta mají nejasnou etymologii, podle Václava Machka má slovo krocan (krůta) onomatopoický původ, kdežto Holub a Kopečný je označují za přejímku z němčiny (ze staršího německého Kollerhahn). Dříve se pro tyto ptáky používal termín morák a morka (dosud ve slovenštině a moravských dialektech), odvozený od slova "moře" - jednalo se o ptáky z Ameriky, ze zámoří. Jiná alternativní lidová jména jsou: krocán - v jihozápadních Čechách; norák (norka) - na Lašsku; ťopák či ťopan (ťopka) - ve východních Čechách, onomatopoického původu; trusák či trusňák (truska) - na Těšínsku, buď podle třesení (natřásání) krocana v toku nebo podle produkce množství trusu, a puták (puťka) - z německého die Putte, které má rovněž onomatopoický původ.
Když byly v 16. stol. krůty dovezeny do Evropy, dlouho se nevědělo, odkud vlastně pocházejí. Španělé, kteří se při objevení Ameriky zpočátku domnívali, že přistáli v Indii, označili krůty jako indické slepice. Tento omyl přejali i renesanční přírodovědci Pierre Belon a Konrad Gessner, Gessner zřejmě nevěděl, že krůty pocházejí ze zámoří, protože je ve svém spise Historia Animalium pojmenoval calicutta podle jihoindického přístavu Kalikat (toto jméno se v podobě kulkun či kalkoen udrželo v nizozemštině, dánštině, norštině a švédštině). Pozůstatek tohoto omylu dodnes odráží ruské jméno krůty - indějka, polské indyk, německé nářeční (hlavně v Bavorsku) der Indianer a francouzské dinde (staženo z coq d’Inde). Naopak Angličané pokládali krůty za ptáky pocházející z Turecka, což odráží anglický název turkey. Naproti tomu německé die Truthuhn má onomatopoický původ.

## Historie
Domestikace krocana divokého byla zahájena asi před 3000 lety ve Střední Americe, ke zdomácnění došlo nejprve asi na pláních středního Mexika, kde je jejich chov doložen již v době Olméků a kultury Teotihuacán (asi 100 př. n. l.). Později v této oblasti krocany chovali Aztékové a na jihu Mexika (poloostrov Yucatán) a v Střední Americe také Mayové. V Peru divoký krocan nežije, ale domácí krocani tam byli chováni již v době kultur Močiků, Čimúů a Inků. Pravděpodobně tam krůty byly dovezeny z Mezoameriky.
V 1. tisíciletí n. l. chovali krůty také puebloví indiáni Anasaziové na jihozápadě dnešních Spojených států. Podle některých údajů se divocí krocani domorodcům k domestikaci přímo "vnutili" - vzhledem k jejich žravosti a nebojácnosti bylo krocany snazší pochytat, zavřít a hlídat než je stále odhánět z polí (vyhubení krocanů jako škůdců nepřipadalo vzhledem k postoji indiánů vůči živým tvorům v úvahu).
Krocani byli chováni pro maso, kosti k výrobě nástrojů, kvůli ozdobnému peří a v neposlední řadě jako obětní zvířata. Aztékové krocana nazývali huehxólotl a spojovali jej s obojakým bohem Tezcatlipocou. Mayové využívali některé krůtí orgány v tradiční medicíně. Krocanů (i když spíše divokých) si vážili i severoameričtí indiáni. Např. pro Delawary a Kaddy byl krocan totemovým zvířetem, Tindeové ho pokládali za kulturního hrdinu, který naučil lidi zemědělství a Kríkové či Kaddové tančili krocaní tanec pro zvýšení plodnosti kukuřičných polí.
Do Evropy byli poprvé přivezeni Španěly kolem roku 1519, tedy krátce po objevení Ameriky.
Podle jiných údajů ho dovezl již roku 1497 do Anglie janovský mořeplavec Giovanni Caboto. Krocani se začali chovat nejprve ve Španělsku a v Portugalsku, později také v Anglii, Nizozemí a v Osmanské říši. Šíření krůt Evropou bylo rychlé a obliba krůtího masa rostla. Již roku 1573 byl podle básníka Thomase Tussera pečený krocan v Anglii vánočním pokrmem. S portugalskými mořeplavci se během 16. stol. krůty dostaly do afrických a asijských přístavů až po Japonsko a Čínu. způsoby chovu byly různé. Ve Španělsku, Itálii či Turecku se chovaly krůty většiny volně na pastvě pod dozorem pastevců, naproti tomu v Anglii (hlavně v hrabstvích Norfolkshire a Berkshire) spíše na dvorech v kurnících, podobně jako slepice.
V současné době převládá komerční chov v halách nebo ve výbězích, které jsou často přeplněné. Krocani a krůty se většinou chovají odděleně, protože krocani mají lepší konverzi krmiva, rychleji přibývají na váze a vykrmují se tedy kratší dobu než krůty.
V USA je pečená (často nadívaná) krůta slavnostním pokrmem pro Den díkůvzdání. Tento zvyk má původ v 17. století, kdy indiáni v Nové Anglii zachránili hladovějící puritánské osadníky tím, že jim přinesli k jídlu ulovené divoké krocany. Právě proto navrhl v 18. stol. Benjamin Franklin krocana jako symbol Spojených států, s tím ale nesouhlasil George Washington, který za heraldické zvíře prosadil orla bělohlavého. S Dnem díkůvzdání je v USA spojen zajímavý zvyk, kdy prezident slavnostně udělí milost vybrané krůtě, která měla být zabita a upečena. Tento zvyk zavedl roku 1946 prezident Harry Truman.

### Krůty v Česku
V Českých zemích se krůty začaly chovat poměrně pozdě, až v 18. nebo počátkem 19. stol. V 18. stol. se na podzim krůty pravidelně honily z dnešního Chorvatska, Slavonie a Banátu, kde byly chovány ve velkých hejnech, na trhy do Rakouska a na Moravu. Hejna krůt byla držena většinou jen na panských dvorech, teprve od poloviny 19. stol. se jejich chov rozšířil i mezi sedláky. Komerční chov krůt pro maso byl zaveden až po roce 1945, kdy se začaly rovněž vyrábět krůtí konzervy typu lančmít a uzeniny. V roce 2004 bylo v Česku chováno kolem 816 tis. kusů krůt a spotřeba krůtího masa se pohybovala kolem 2 kg/obyv/rok.

## Chov krůt
V současnosti se krůty chovají většinou komerčně ve velkochovech. Líhnutí vajec se provádí uměle a mladé krůty se vykrmují v halách na podestýlce, podobně jako brojlerová kuřata. Někteří chovatelé umožňují krůtám i pobyt ve venkovních výbězích, což se kladně projevuje na kvalitě masa. Výkrm samců a samic bývá oddělený, protože krocani se vykrmují o 2-3 měsíce déle, dosahují dvojnásobné jateční hmotnosti a mají lepší konverzi krmiva než krůty. Kromě masa krůty poskytují i vejce, která lze použít stejně jako vejce slepičí. Vejce jsou podstatně větší než slepičí, snůška je však nižší a dosahuje nejvýše 80 kusů za rok.
V drobných chovech se krůty obvykle chovají podobně jako slepice, v kurnících s výběhem. Na rozdíl od slepic se krůty tolik nedrží v kurníku, nocují často na stromech v zahradě a vejce snášejí mimo kurník. Díky své velikosti trpí útoky šelem méně než jiné druhy drůbeže. V zahradě jsou krůty užitečné i tím, že sbírají hmyz a slimáky, hrabou však méně než slepice.
Krmení krůt je obdobné jako u slepic. Ve velkochovech se používají granulovaná krmiva a komerčně vyráběné směsi bohaté na bílkoviny. V drobných chovech hlavně zrní, zelené krmení, masné odpadky, aj.

## Krůtí maso
Krůtí maso je pokládáno za jedno z nejchutnějších a dieteticky nejhodnotnějších. Má nízký obsah tuku, ale vysoký obsah bílkovin, hořčíku, draslíku a vitamínů ze skupiny B. Krůtí maso nevyžaduje dlouhou přípravu a snadno přijímá chuť koření. Maso z krůtích prsíček má pouze 0,7 % tuku a 24 % bílkovin, v jiných částech těla (např. hřbet, stehna) je tuku poněkud více. Nejtučnější částí krůty je tzv. biskup. Francouzští labužníci tvrdí, že krůta má devateré maso - v každé části těla je jinak zbarvené a liší se i strukturou a obsahem tuku. Krůtí maso je tradičně oblíbeno hlavně v USA, Velké Británii a Mexiku, stoupá však i jeho obliba v jiných zemích. V USA je pečená krůta, často nadívaná, tradičním svátečním pokrmem na Den díkůvzdání, zatímco ve Velké Británii se již od 16. stol. podává na Vánoce, často s nádivkou z jedlých kaštanů.

## Biologie

### Vzhled
Krůta domácí je zpravidla výrazně větší než její divoký předek. Zatímco divocí krocani jen vzácně váží více než 10 kg, krocani největších domácích plemen mohou vážit až 30 kg. Plemena krůt se dělí na velká, dorůstající hmotnosti 10–30 kg, střední s hmotností 7–15 kg a malá, vážící 3–7 kg. Krůty jsou vždy podstatně menší než krocani. U některých plemen, zvláště tzv. širokoprsých (se zvětšeným podílem prsní svaloviny, která dosahuje až 30% hmotnosti ptáka), je rozdíl mezi samcem a samicí tak velký, že se nemohou pářit a lze je rozmnožovat pouze inseminací. Šlechtění širokoprsých krůt v USA po roce 1960 bylo motivováno snahou získat co nejvyšší jateční výtěžnost. To se podařilo, neboť výtěžnost širokoprsých krůt přesahuje 85%, jedná se však o velmi choulostivá zvířata, trpící četnými defekty (zlomeniny kostí, špatná termoregulace, neschopnost páření a péče o vejce a mláďata). jejich chov je spojen s řadou obtíží.
Většina komerčně chovaných krůt má bílé peří, ačkoli existují plemena s peřím bronzovým, červenohnědým, šedým, černým a vzácně i strakatým či kropenatým (krölwitzská krůta z Německa). Krůta domácí se vyznačuje výrazným pohlavním dimorfismem, který je závislý na typu plemene. Samec, nazývaný krocan, je větší a na hlavě barevnější. Jeho tělo je kulovitého tvaru, zatímco tělo samice – krůty má tvar spíše kuželovitý. Samec se výrazně liší od samice nápadnými kožními výrůstky na hlavě a krku, jedná se zejména o dlouhý lalok pod krkem, štětinovitý chumáč per pod hrdlem a protáhlý lalok ("hudrák", nudli") na horní části zobáku. Na ocase má dlouhá široká pera, která v toku nebo při hrozbě roztahuje do tvaru vějíře. Samice má pod krkem pouze tenký lalok připomínající spíše blánu, zobák je špičatý bez výrůstku.

### Rozmnožování
V toku samec roztahuje vějířovitý ocas, spouští křídla až k zemi, hlavu a krk tlačí dozadu a pomalým strnulým krokem chodí po tokaništi. Ozývá se přitom známým hlasitým hudrováním. Laloky na krku a hlavě přitom nabíhají krví (na podobném principu jako erekce penisu savců), obličej dostává tmavě rudé a posléze modravé zbarvení. Krůty toku přihlížejí a pokud některou z nich krocan zaujme, nejprve se před ním klaní a potom si před něj lehne na zem s nataženým krkem. Pak krocan krůtě vystoupí na hřbet, několikrát zakřičí a nakonec ji spáří.
Krocaní kohouti jsou velmi agresívní. Souboje ale většinou nekončí smrtí ani vážným zraněním, když totiž poražený ulehne na zem a vyjádří tím podřízenost, vítěz ho přestane napadat. Bojovnost zdědili od krocanů divokých, kteří spolu v toku bojují podobně jako naši tetřívci či tetřevi, ale také mezi sebou zápasí o potravu.
Asi dva týdny po spáření krůta klade vejce. V jedné snůšce jich bývá až 12. Pokud krůtě dovolíme zasednout, sedí na vejcích velmi pevně. Její hnízdní pud je opravdu silný, často je krůtu dokonce nutné z vajec sejmout a podat jí vodu, aby se vůbec napila. Jsou známy případy, že krůta sedící na vejcích uhynula žízní. Inkubace trvá déle než u domácích slepic, až 30 dní. Krůťata jsou nekrmivá, krůta je vodí až 7 týdnů. Dokud jsou krůťata malá, jsou velmi citlivá na vlhko a prochladnutí. Vodící krůtu je vhodné zavřít do omezeného výběhu se stříškou, aby byla krůťata v suchu a matka je dlouhými procházkami moc neunavovala. Krůty malých plemen jsou vynikající pěstounky pro odchov mláďat okrasných bažantů, satyrů i pávů.

### Potrava
Potrava krůt se v průběhu života výrazně mění. Krůťata se živí především živočišnou potravou: různým hmyzem, drobnými měkkýši, je vhodné krmit sekanými vařenými vejci, vařeným masem, tvarohem a hojností zelených rostlin (kopřivy, smetanka, řebříček, špenát aj.) atd. V dospělosti stoupá podíl rostlinné potravy, zejména semen, vhodným krmením je např. šrot, vařené brambory, peluška, vikev, pšenice a další druhy luštěnin i obilnin. I dospělé krůty se však živí potravou smíšenou. Ve velkochovech se krůťata krmí krmnými směsmi, bohatými na bílkoviny (s obsahem sušených vajec, sóji, rybí a do roku 2003 také masokostní moučky, vitamínů), důležitý je přídavek zeleného krmení a od 5 týdnů věku také zrní. Dospělé krůty se krmí většinou granulemi a zrním, případně jinými semeny a luštěninami (např. slunečnice, peluška). Pro krmení krůt (a jiné drůbeže) by se nemělo používat žito, které může způsobovat zažívací obtíže.

### Nemoci
Krůty jsou na rozdíl od ostatní drůbeže poměrně choulostivé, především v mládí. mezi nejzávažnější choroby krůt patří parazitární choroba histomonóza, lidově zvaná černohlavost, dále parazitární kokcidióza, rhinotracheitida, což je virový zánět dýchacích cest, trávicí soustavu napadá salmonelóza a příbuzná arizonóza. Nebezpečné jsou i bakteriální choroby ornitobakterióza a pasteurelóza. Krůťata jsou rovněž citlivá na náhlý pokles teploty a na provlhnutí, zejména v období, kdy se přepeřují (třetí týden života) a když jim začínají růst výrůstky na hlavě (devátý týden)..

## Galerie

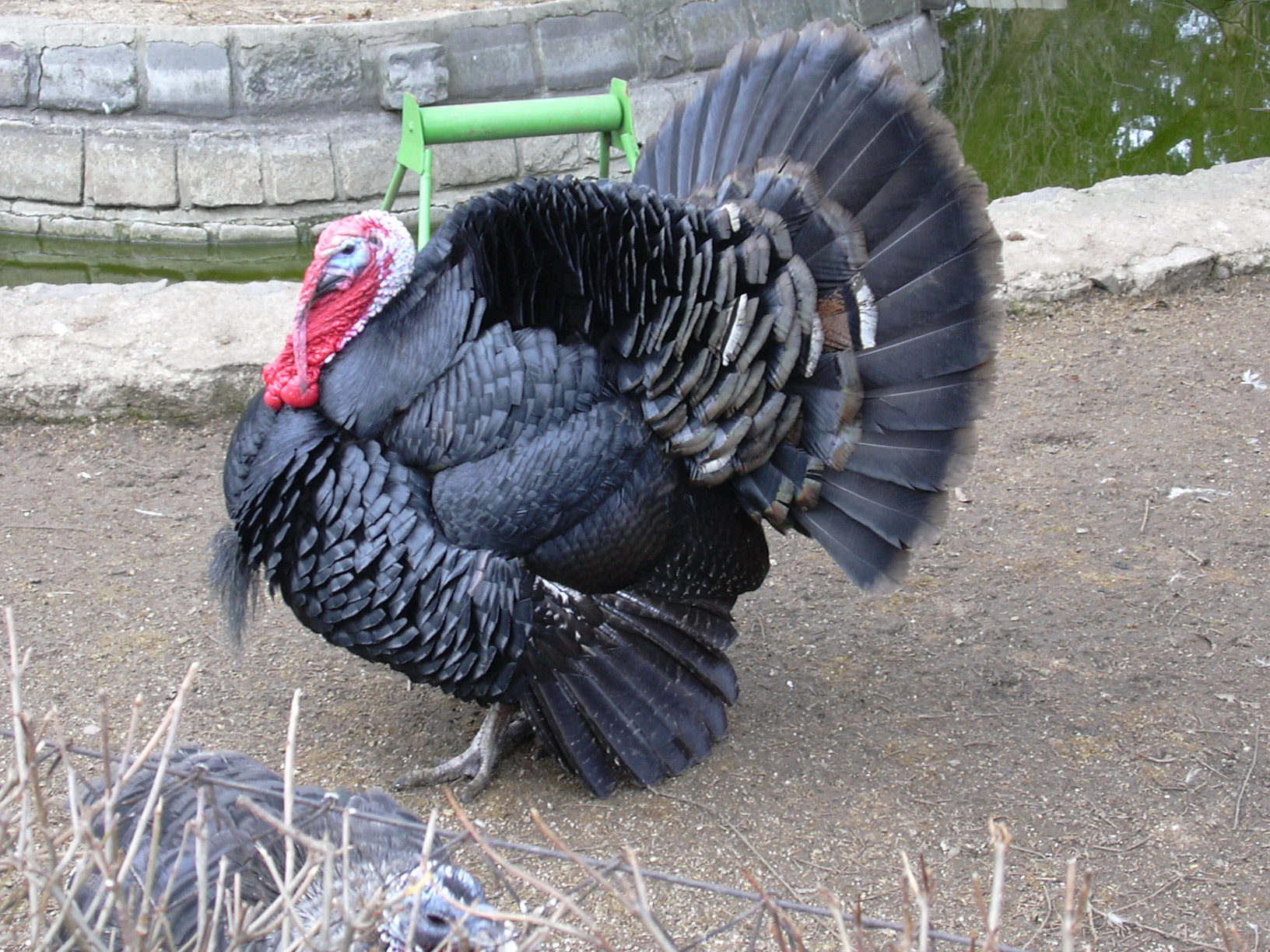
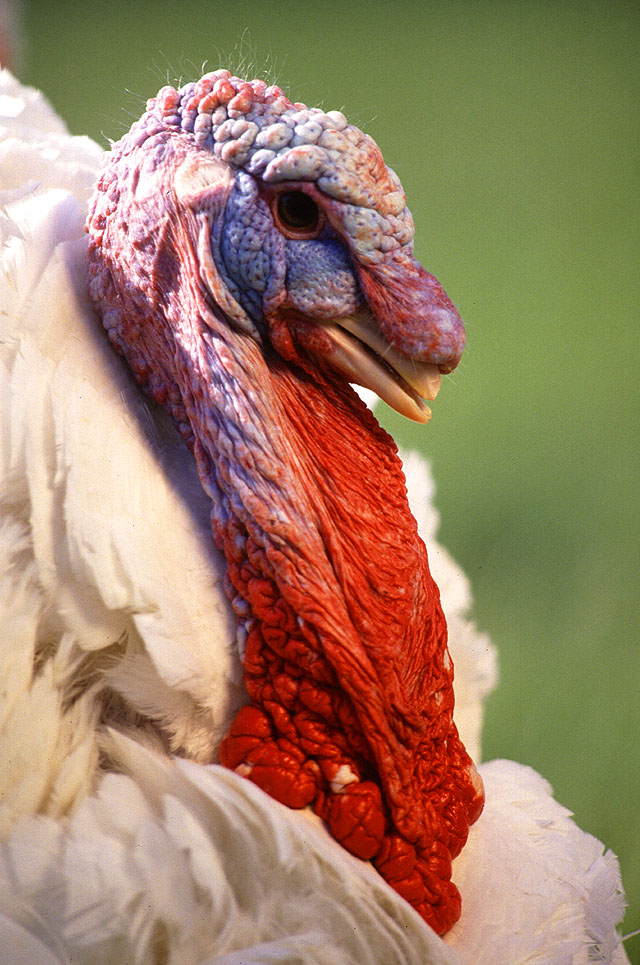
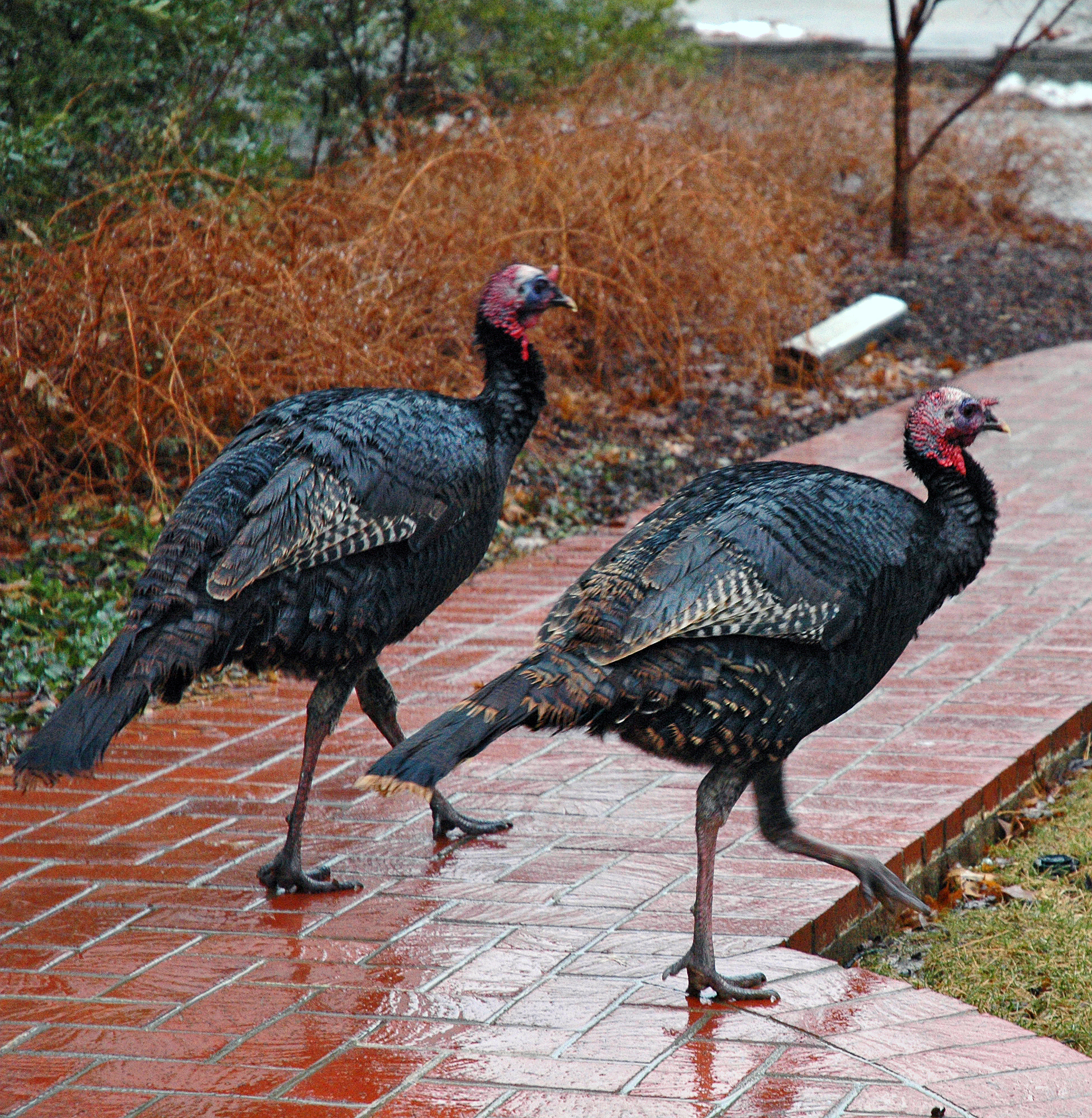
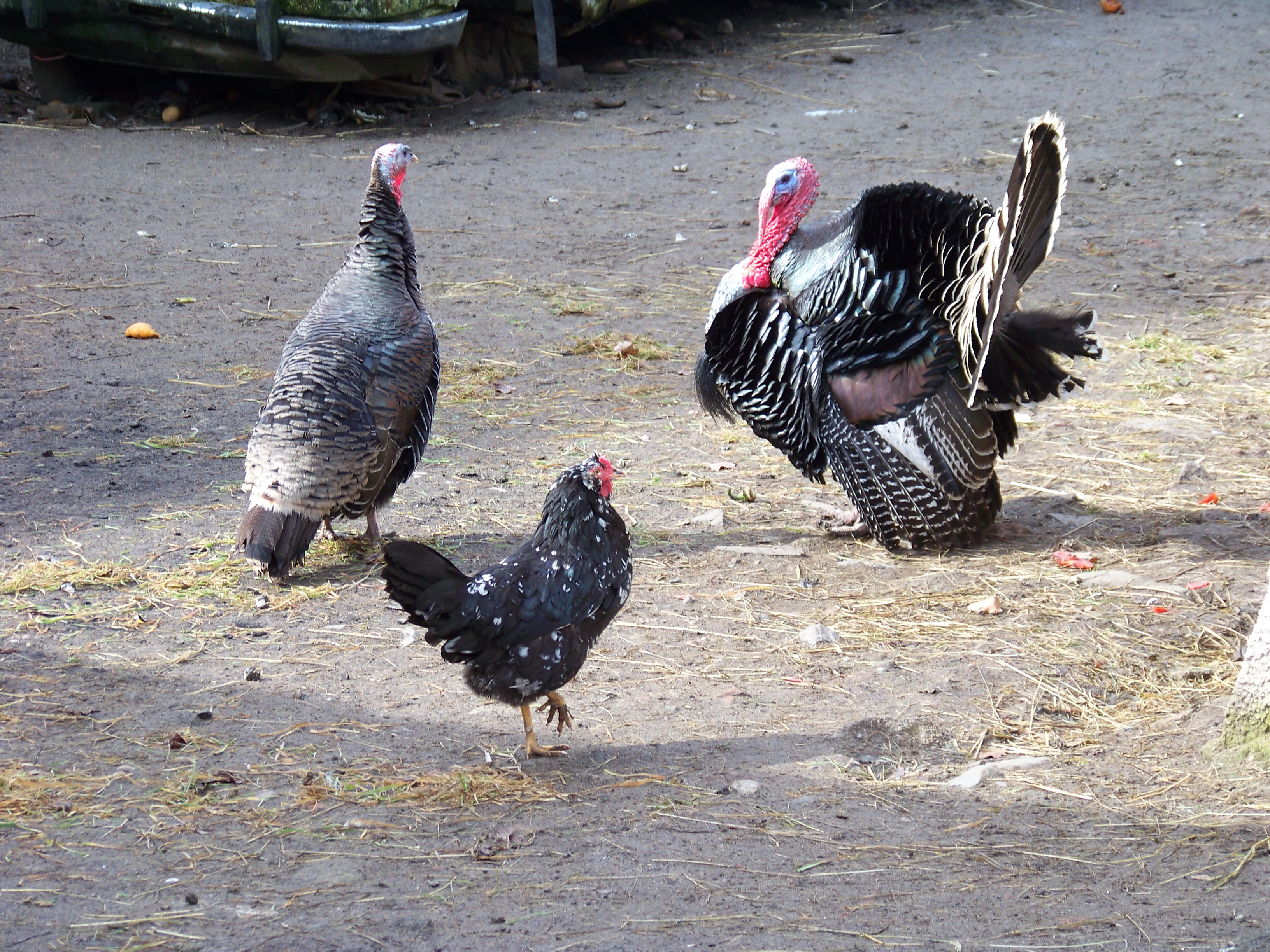
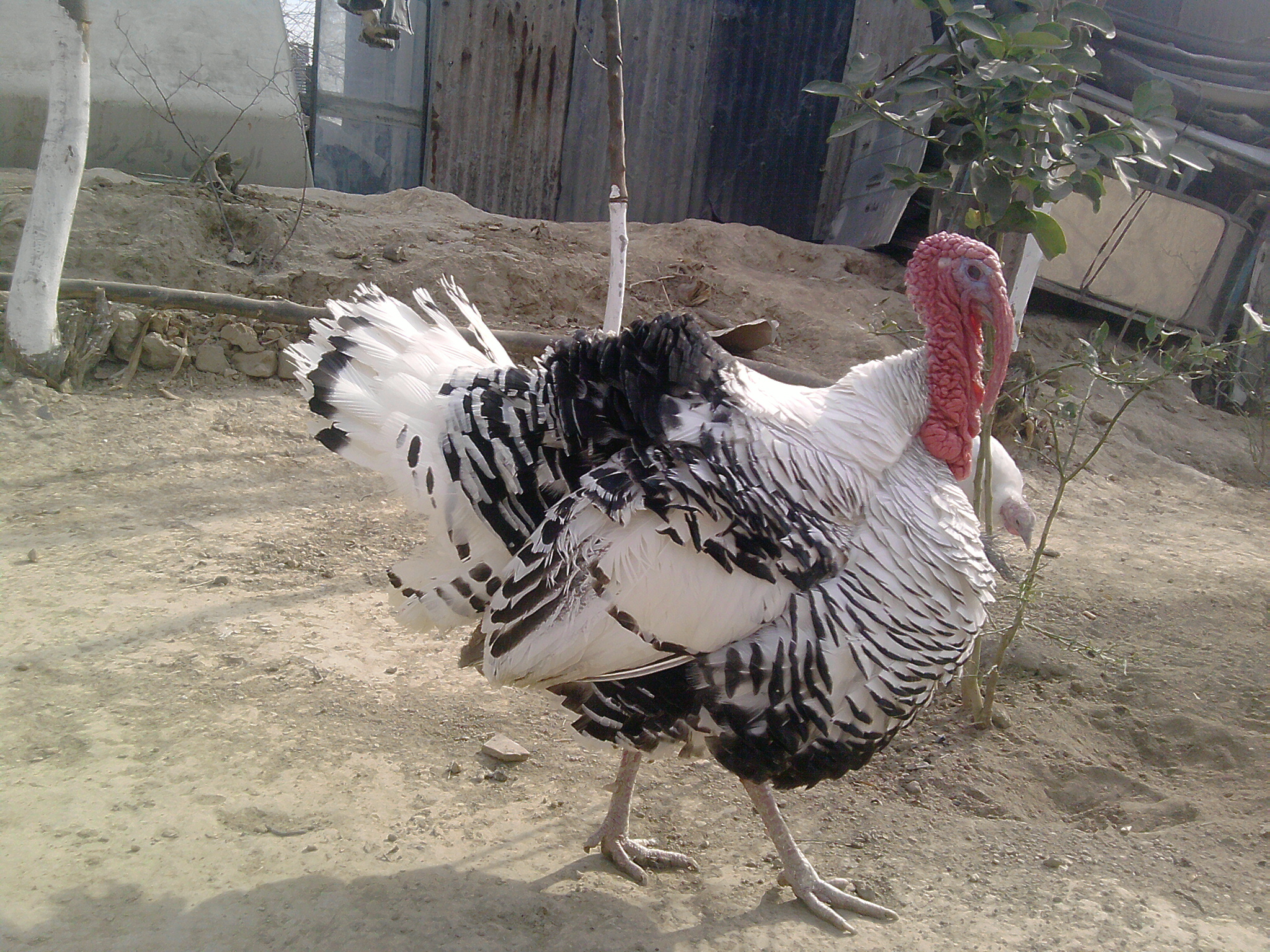
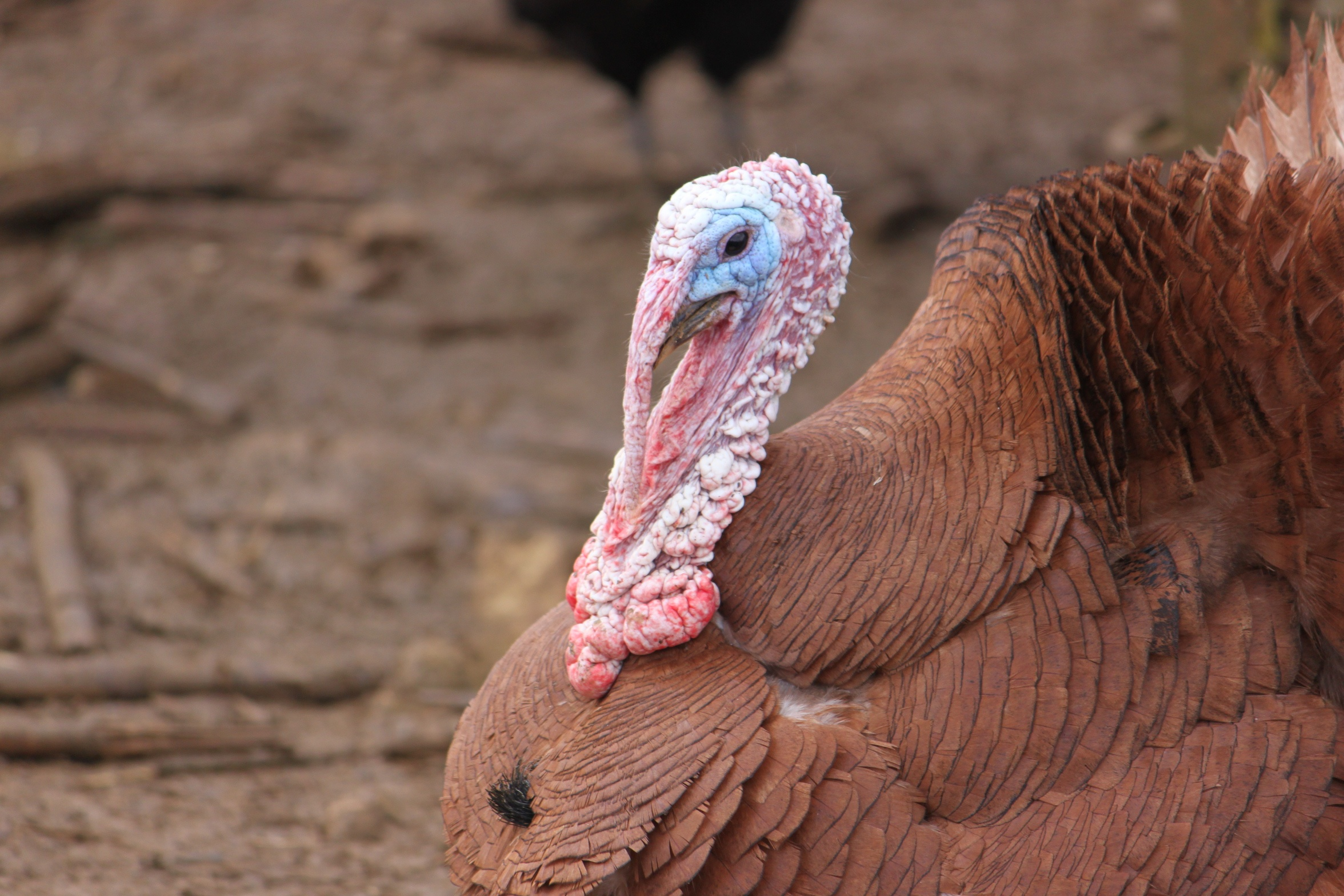
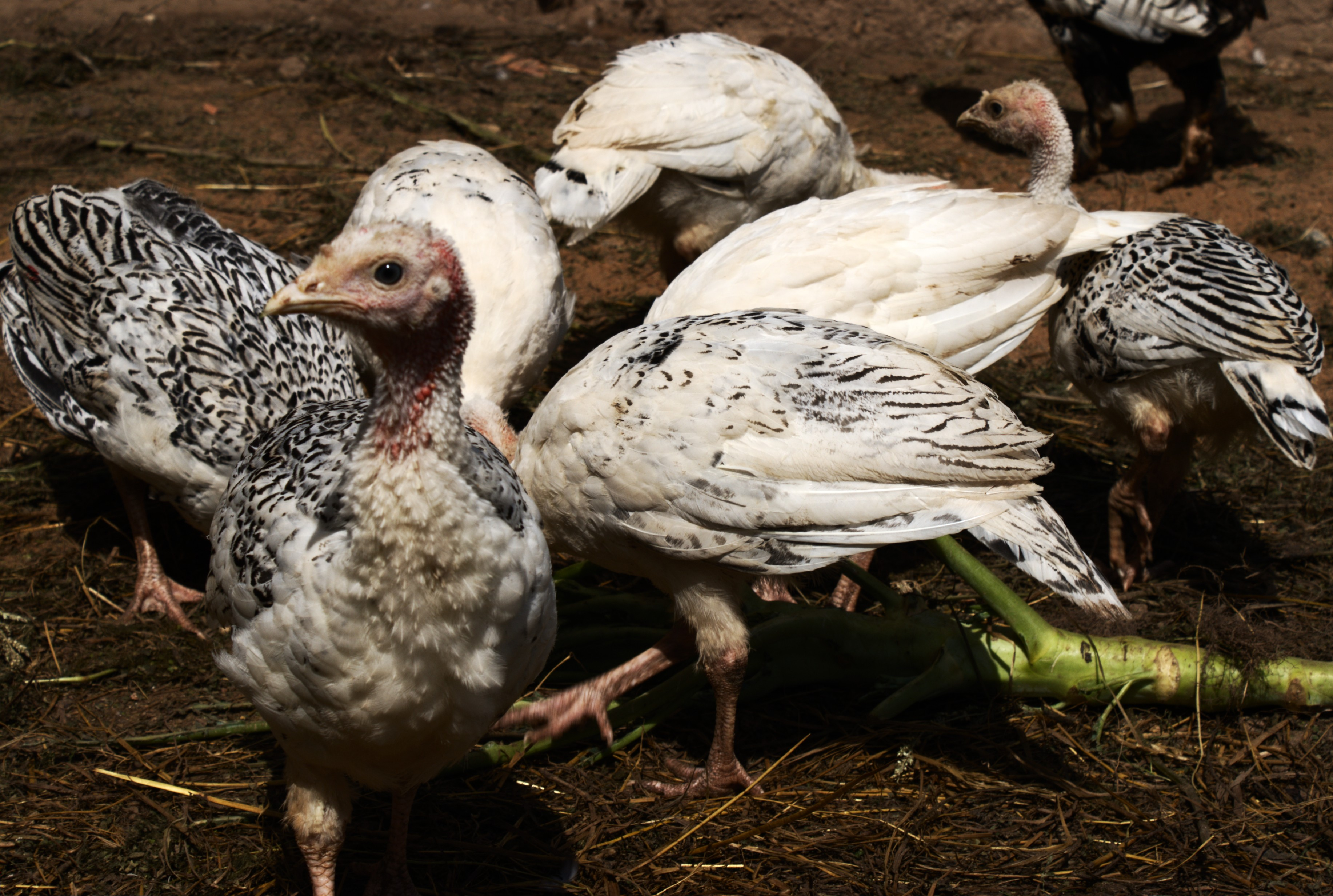